# Chetco

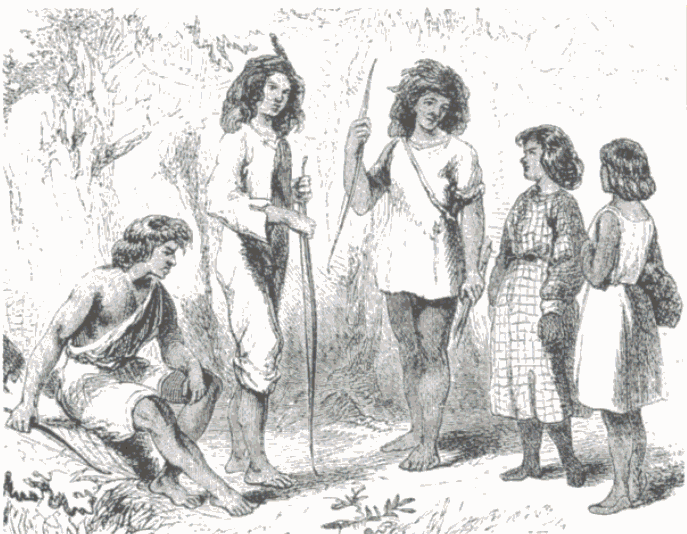
Membres de la tribu chetco en 1856

Els chetco (chetco-tolowa: chit-dee-ni, chit-dee-ne) són una tribu d'amerindis dels Estats Units que originàriament vivien al llarg del baix riu Chetco al comtat de Curry  a l'estat d'Oregon. El nom chetco ve d'una paraula que significa "prop de la desembocadura del rierol" en la seva pròpia llengua, que és part de les llengües atapascanes de la costa del Pacífic. Encara que antigament van ser un les majors tribus de la costa del Pacífic d'Oregon, " l'última chetco coneguda de pura sang" va morir el 1940, i a partir de 2009 només romanen 40 o menys descendents de la tribu. Alguns chetco són registrats en les tribus reconegudes federalment comunitat índia Cher-Ae Heights de la ranxeria Trinidad, situada al comtat de Humboldt (Califòrnia), i les Tribus Confederades d'Indis Siletz a Oregon.

## Llengua i nom
La llengua chetco és membres de la família de les llengües atapascanes, que també inclou les llengües natives en la majoria d'Alaska, l'apatxe i navaho al sud-oest dels Estats Units, i els idiomes parlats pels tututnis i tolowes a Oregon. El nom chetco ve de la paraula cheti en llur pròpia llengua, que vol dir "prop de la desembocadura del rierol". Les nou viles de la tribu al riu Chetco eren Chettanne, Chettannene (viles bessones a la desembocadura del riu), Khuniliikhwut, Nakwutthume, Nukhwuchutun, Setthatun, Siskhaslitun, Tachukhaslitun, i Thlcharghilitun.

## Història

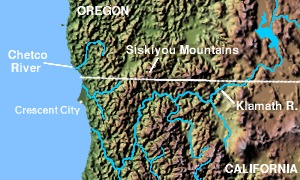
Mapa del sud-oest d'Oregon i nord de Califòrnia, mostrant la llar tradicional dels chetco

Es creu que els chetco es creu arribaren a la costa d'Oregon entre 3000 i 1000 anys enrere. Tenien nou viles en el baix riu Chetco (23 kilòmetres), amb llur principals viles a la desembocadura del riu cap a l'oceà Pacífic. El territori chetco s'estén a una curta distància a cada costat del riu, al llarg de la costa del Pacífic, des de Cap Ferrelo al nord fins al riu Winchuck al sud. Eren la més poblada de les 12 tribus de la costa al sud d'Oregon.
Els chetco eren caçadors-recol·lectors amb una dieta basada en la caça de cérvols i ants, la recollida de glans, musclos i pesca. Usaven caiucs a l'oceà i al riu i van treballar amb eines de pedra. Cuinaven a foc obert o amb olles simples, i culturalment eren molt similars als tolowes del sud", que compartien els mateixos costums que regulen les relacions socials i sovint se'n casaren".
La tribu es creu que han tingut potser un miler de membres en el seu apogeu, però els seus números van disminuir després que entraren en contacte amb els colons europeu-americans al segle xix. Els colons destruïren les viles chetco en 1853 i els membres supervivents de la tribu foren obligats a traslladar-se a la reserva Siletz al comtat de Tillamook (Oregon) (en 1879 la terra de la reserva formava part del comtat de Lincoln). En 1854 hi havia 241 membres de la tribu a la reserva: 83 dones, 117 homes, i 41 nens. Pel 1861 hi havia 262 a la reserva: 96 dones, 62 homes, i 104 nens; el 1871 el total a la reserva va baixar a 63. Lucy Dick, que va morir en 1940 fou "l'última sang pura chetco coneguda".